# 社頭月眉池劉氏古厝
社頭月眉池劉氏古厝為彰化縣歷史建築，位於台灣八卦台地西側山腳下，建址在社頭鄉湳雅村山腳路三段632巷。
其約建於清嘉慶年間，劉氏祖籍來自福建南靖。劉氏古厝前有座形似彎月般水池而得「月眉池」此名，池水自底湧出，終年不絕。其坐向是背倚八卦台地，面西望八堡圳，佔地約23,133平方公尺。其廂房共計四百二十間。擁有十三道護龍，北側有七道護龍，南側有六道護龍，形成「北斗七、南斗六」的格局，是台灣少見傳統民宅超過十道的護龍。劉氏古厝堂號為團圓堂，正廳是家祠，主祀觀音菩薩與歷代祖先；第二進為廣化堂，主祀玄天上帝神像。
2004年10月20日，經官方審定，因劉氏古厝擁有建築特殊性，為保存該建築的完整性，供研究之用與地方見證歷史遺產，故公告將劉氏古厝列為歷史建築。目前古厝內尚有人居住，屬於私人宅院，唯外埕處的兩座旗竿座斷裂損毀，其餘的整座建築仍保持原貌。

## 外部連結
- . 彰化縣旅遊資訊網.   [2011-01-23] （中文（臺灣））.[永久]
- . 交通部觀光局參山國家風景區管理處. 2010-08-12  [2011-01-23] （中文（臺灣））.[永久]
- 微笑台灣：在彰化，古厝的時間單位是「甲子」 （页面存档备份，存于）